# 蒂羅林航空
蒂羅林航空（Tyrolean Airways）是一間已結業的奧地利航空公司，基地位於奧地利因斯布魯克。為奧地利航空集團和星空聯盟的成員，並以奧地利飛箭代表此航空公司。航空公司的基地是在因斯布魯克機場，而樞紐機場是維也納國際機場。

## 歷史
该航空公司成立於1978年，當時航空公司名稱為Aircraft Innsbruck，由Gernot Langes-Swarovski和Christian Schwemberger-Swarovski創立。於1980年4月1日，航空公司正式以蒂羅爾航空開始營運，執行定期航班。航空公司在1998年3月被奧地利航空收購。在2003年，為了鞏固母公司品牌，就以奧地利飛箭來這間航空公司，飛機的塗裝也與母公司塗裝相近。可是，航空公司的基地仍然在因斯布魯克，而不是在母公司的維也納。在2007年，航空公司共有1,599名員工。蒂羅林航空是唯一一間使用Dash 7型飛機飛往法國高雪維爾機場的航空公司。已在2015年3月31日解散併入奧地利航空。

## 目的地
在2007年，蒂羅林航空共有6個目的地在奧地利境內和72個目的地在歐洲。

## 事故與意外
- 在2008年2月2日，一架福克 100由因斯布魯克飛往利茲布拉德福德國際機場時，機師報告飛機其中一個引擎失去動力，請求緊急降落在目的地機場。最後，飛機安全降落，沒有人受傷[3]。

## 機隊
在2010年11月，蒂羅林航空共有以下飛機：
在2009年7月，蒂羅林航空機隊的平均機齡為12.2年。

## 相片

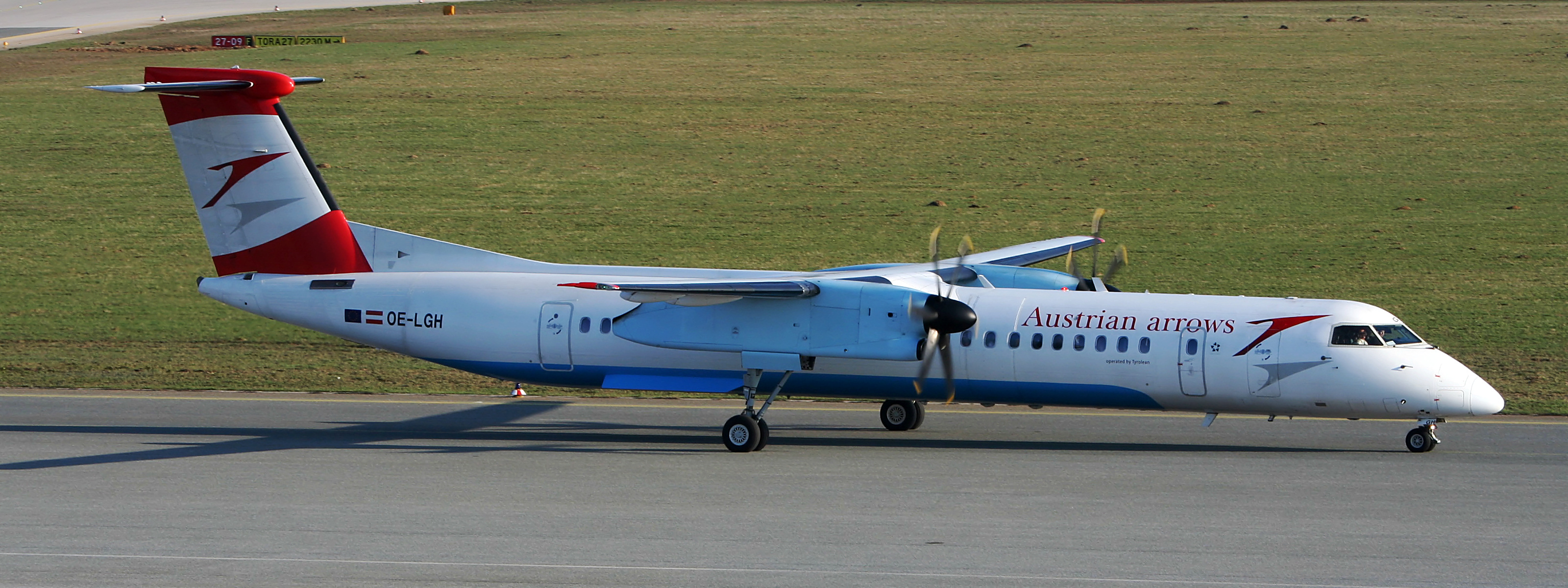
龐巴迪 Dash 8 Q400在林茲
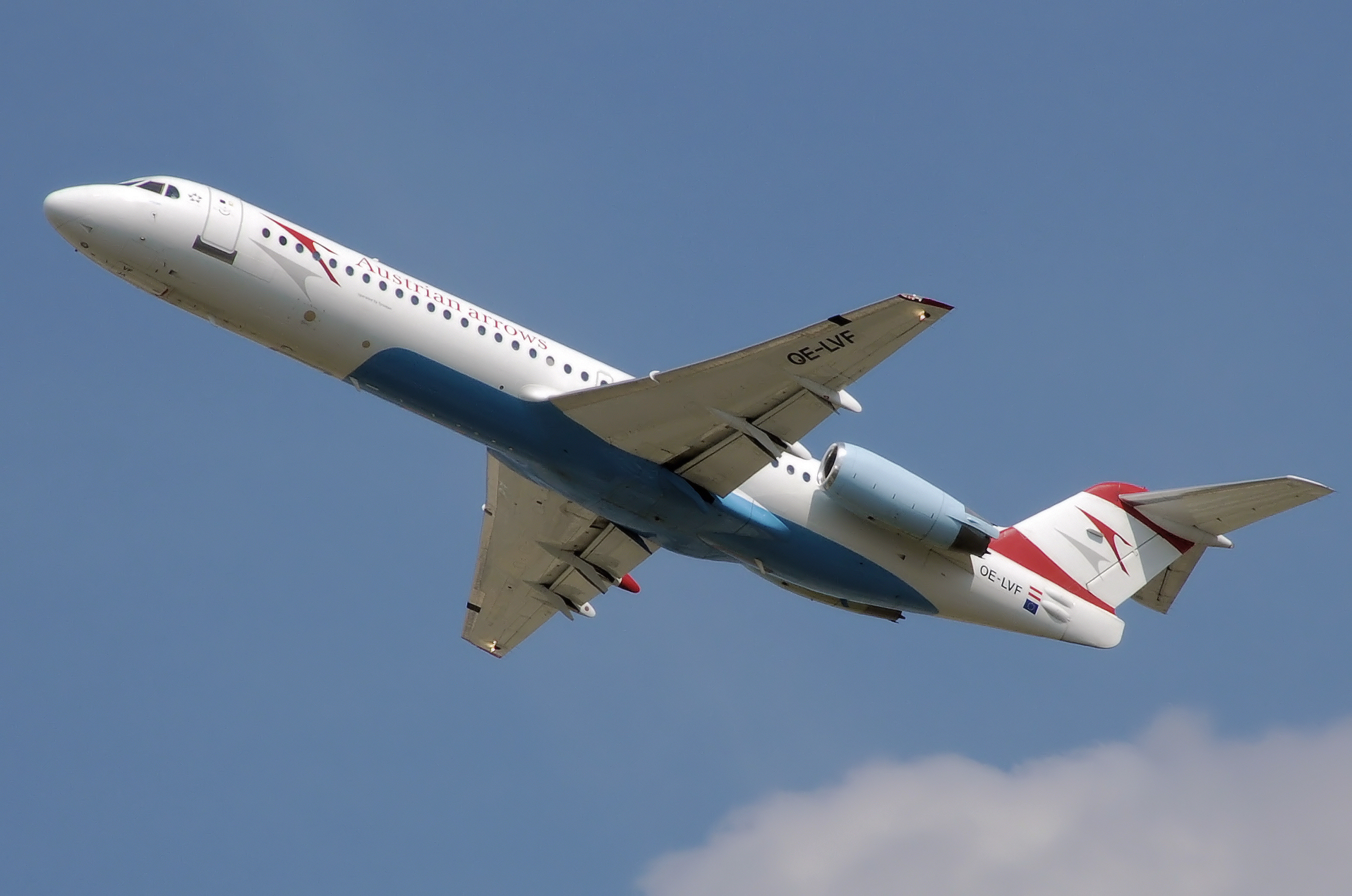
福克 100
左面是福克 100，右面是福克 70，位於維也納國際機場
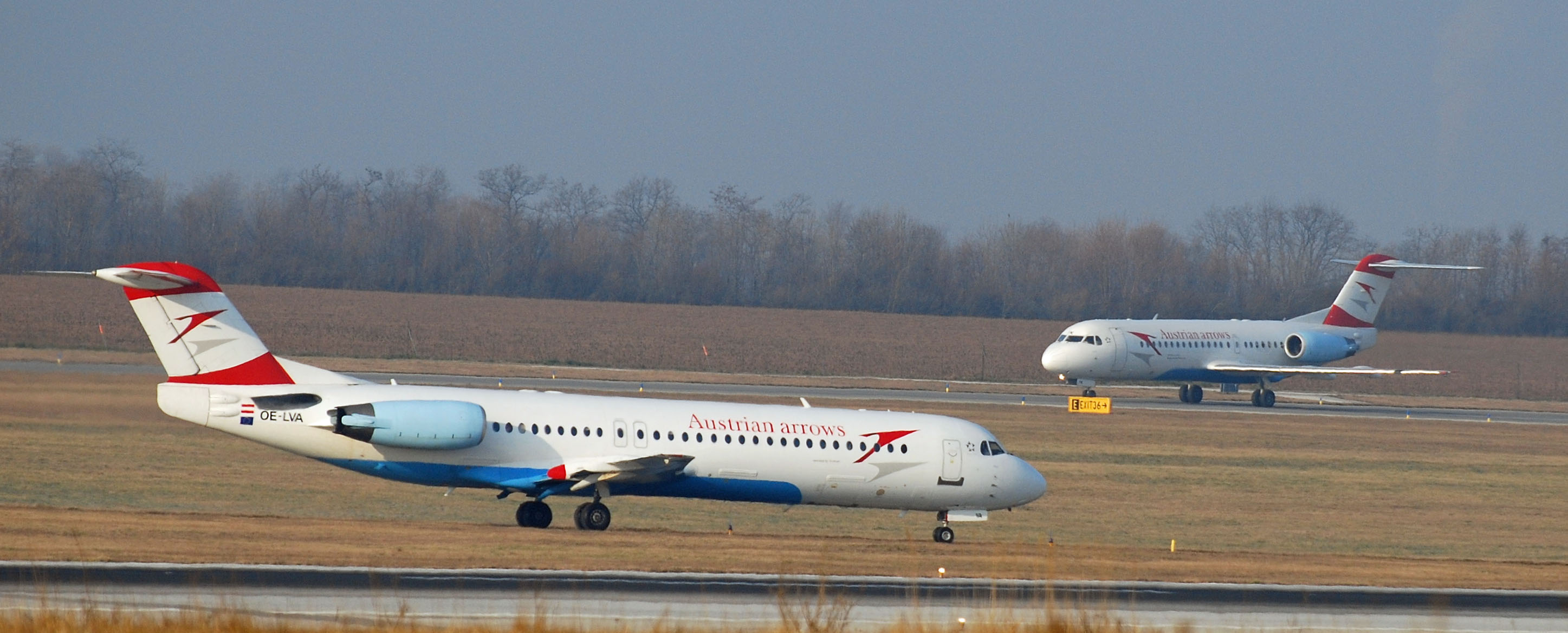
左面是福克 100，右面是福克 70，位於維也納國際機場
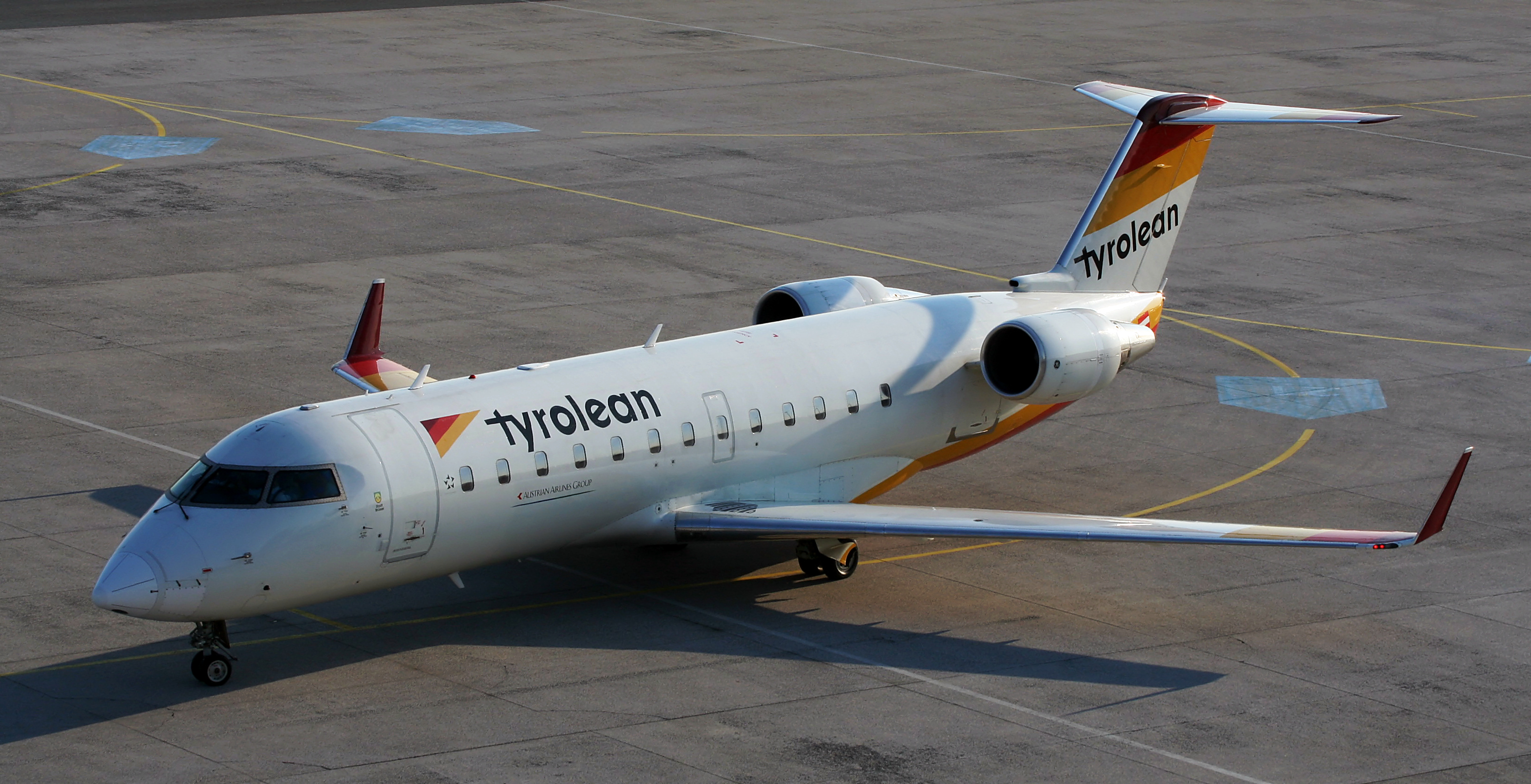
CRJ-200在格拉茨

## 外部連結
- 蒂羅爾航空官方網站 （页面存档备份，存于） （德文）
- 奧地利航空集團網站 （页面存档备份，存于）
- 奧地利航空集團企業網站 （页面存档备份，存于）